# 永井英明
永井 英明（ながい ひであき、1926年（大正15年）3月8日 - 2012年（平成24年）9月24日）は、日本の将棋アマ強豪、近代将棋社社長。東京都目黒区出身。
中央大学卒業。大学在学中から学生大会で活躍。1946年作家・菊池寛を顧問に、若者アマチュアの将棋の会・青棋会を結成。この会には清水孝晏（将棋史研究家・『将棋世界』編集長となる）、田辺忠幸（観戦記者）、斎藤栄（作家）、高校時代の関根茂（のちプロ九段）らが参加していた。
1950年（昭和25年）に雑誌「近代将棋」を創刊。
1981年から1994年までNHK杯テレビ将棋トーナメントの司会を務める。番組司会を務めて満10年の1991年3月に「感謝状」と「名誉NHK杯司会者」の称号が番組から贈られたことを「近代将棋 1991年5月号」で明かした。
大山康晴とは近代将棋創刊から大山の死去に至るまで親交が深く、「大山康晴名言集　平凡は妙手にまさる」（佼成出版社）という著書もある。その他の著書に「将棋を一から覚える本　強くなる駒の動かし方」（新星出版社）、「これが極秘の一手だ　NHK杯戦にみる投了図100選」（北辰社）など。
1994年、第1回大山康晴賞を受賞。
2007年、「永井英明の盤寿を祝う会」において、長年に渡る将棋普及への功績に対し、日本将棋連盟からアマ八段を贈呈された。

## 著書
- だから負けるこの悪手 : 逆発想の上達法 永井英明 著 二見書房 1986 (サラ・ブックス)
- 将棋を一から覚える本 : 強くなる駒の動かし方 永井英明 著 新星出版社 1986
- 勝負を決めた一手 : NHK杯10年100局にみる 永井英明 著 三一書房 1991 (三一将棋シリーズ)
- これが極秘の一手だ : NHK杯戦にみる投了図100選 永井英明 著 北辰堂 1992 (王将ブックス)
- 平凡は妙手にまさる : 大山康晴名言集 永井英明 著 佼成出版社 1993